# Isoplectron cavicola
Isoplectron cavicola är en insektsart som beskrevs av Kjell Ernst Viktor Ander 1932. Isoplectron cavicola ingår i släktet Isoplectron och familjen grottvårtbitare. Inga underarter finns listade i Catalogue of Life.